# Tyyne Claudia Pollmann
Tyyne Claudia Pollmann (* 1959 in Düsseldorf) ist eine deutsche Konzeptkünstlerin und Professorin der Anatomie und Morphologie im Fachgebiet Künstlerische Grundlagen an der Kunsthochschule Berlin-Weißensee.

## Leben
Pollmann studierte neben den beiden absolvierten Studiengängen der Humanmedizin und Bildhauerei Philosophie, Theaterwissenschaften und Germanistik. Nach ihrem Beginn 1979 an der Heinrich-Heine-Universität Düsseldorf (Medizin, Philosophie) setzte sie 1980 ihre Studien in Berlin an der FU fort (Medizin, Theaterwissenschaften, Philosophie, Germanistik) und absolvierte das Physikum 1982. Sie begann daraufhin ein Studium der freien Künste an der KASK (Koninklijke Academie voor Schone Kunsten) in Antwerpen, setzte es 1982 an der Universität der Künste Berlin fort und erweiterte es durch einen Auslandsaufenthalt von 1986 bis 1988 am London Goldsmith College. 1990 wurde sie Meisterschülerin der UdK Berlin bei  R. Horn. 1993 nahm sie das Medizinstudium im klinischen Abschnitt auf und absolvierte 1995 das erste Staatsexamen.
Sie arbeitet seit 1990 als freie bildende Künstlerin und führt meist mehrjährige, transdisziplinäre Projekte im Bereich Kunst und Wissenschaft durch. 1999 belegte sie den 1. Platz des deutschen Künstlerbundpreises, erhielt 2002 eine Gastprofessur an der Hochschule für Bildende Künste Braunschweig und von 2004 bis 2006 eine Gastprofessur an der Hochschule der Künste Bern. Danach realisierte sie von 2006 bis 2008 das Projekt stop counting. Tyyne Claudia Pollmann arbeitete von 2009 bis 2012 als Drug Safety Scientist in der klinischen Forschung (Apoplexie und Antikörperforschung).

## Werke und Projekte
Seit 2012 realisierte Pollmann drei Arbeiten für das Charité Crossover Institut: leave a trace (2013), interaktive Installation, trancelation Wandarbeit (2015). Die Publikation parts of the picture erscheint im Februar 2017.
2012 wurde sie an die an der Kunsthochschule Berlin-Weißensee (khb) als Professorin für Anatomie und Morphologie im Fachgebiet Künstlerische Grundlagen berufen. Im Jahr 2016 initiierte sie eine Kooperation mit der Charité und entwarf mit Studierenden ein Gestaltungskonzept für eine Erstberatungsstelle für Bürger mit Migrationshintergrund.
Ab Oktober  2016 begann sie das transdisziplinäre Projekt visions for people, eine Kooperation zwischen der khb und der Psychiatrie Charité Berlin Mitte.  Ziel des Projektes ist die Entwicklung bedarfsadaptierter Instrumente der Feldforschung die einem partizipativen, trialogischen Ansatz folgen und gemeinsam mit Studierenden zu künstlerischen und gestalterischen Entwürfen führen, die 2018 in der Psychiatrie Charité Berlin Mitte umgesetzt werden sollen.